# Rio Portinho
O Rio Portinho é um curso de água do arquipélago de São Tomé e Príncipe, localizado no distrito de Caué, ilha de São Tomé, corre para Sul até encontrar o mar entre a Praia do Portinho e a Praia Xixi, depois de atravessar entre as localidades de Alexandria, Willy e Josefina.